# Wasberen
De wasberen (Procyonidae) vormen een familie van zoogdieren uit de orde der roofdieren (Carnivora). De familie omvat dertien soorten, verdeeld over vijf geslachten in twee onderfamilies. Voorheen werd ook de kleine panda tot deze familie gerekend, maar veel wetenschappers geven hem een eigen familie, kleine panda's (Ailuridae).

## Kenmerken
Alle wasberen zijn middelgrote dieren met een lang, slank lichaam en een lange staart. De kop is vrij rond en de oren zijn klein tot middelgroot. Kleine beren zijn zoolgangers, de achterpoten zijn meestal wat langer dan de voorpoten en de vijf tenen zijn voorzien van sterke nagels. Met de "handen" van de voorpoten kunnen kleine beren allerlei ingewikkelde bewegingen maken. De kleine beren zijn alleseters en hun tanden zijn aangepast aan een verschillend dieet.

## Leefwijze
Het zijn goede klimmers en de meeste soorten zijn nachtactief. 

## Verspreiding
Wasberen bewonen een groot aantal leefgebieden, waaronder wetlands, laaglandwouden, bergbossen en cultuurland. Alle soorten leven van nature op het Amerikaanse continent. De wasbeer leeft sinds de twintigste eeuw ook in Europa, nadat enkele exemplaren uit pelsfokkerijen waren ontsnapt.

## Taxonomie
De volgende geslachten en soorten worden tot de familie gerekend:
- Onderfamilie Procyoninae
  - Geslacht Katfretten (Bassariscus)
    - Noord-Amerikaanse katfret (Bassariscus astutus)
    - Midden-Amerikaanse katfret (Bassariscus sumichrasti)

  - Geslacht Procyon
    - Krabbenetende wasbeer (Procyon cancrivorus)
    - Cozumelwasbeer (Procyon pygmaeus)
    - Wasbeer (Procyon lotor)

  - Geslacht Neusberen (Nasua)
    - Witsnuitneusbeer (Nasua narica)
    - Rode neusbeer (Nasua nasua)
    - Kleine neusbeer (Nasua olivacea)
- Onderfamilie Potosinae
  - Geslacht Kinkajoe (Potos)
    - Kinkajoe of Rolstaartbeer (Potos flavus)

  - Geslacht Slankberen (Bassaricyon)
    - Allens slankbeer (Bassaricyon alleni)
    - Gabbi's slankbeer (Bassaricyon gabbii)
    - Bassaricyon medius
    - Bassaricyon neblina